# Lotto (wielerploeg)
Lotto Cycling Team is een Belgische wielerploeg die sinds 1985 bestaat en die anno 2025 met de sponsor Lotto (een product van de Belgische Nationale Loterij) aan de UCI ProTour deelneemt. De ploeg staat onder leiding van general manager Stephan Heulot.

## Geschiedenis
Lotto heeft een jarenlange traditie van wielersponsoring die begon in 1985. Sindsdien prijkten er verschillende namen van cosponsors op de truitjes waardoor de ploeg door de jaren heen vaak van naam veranderde. In 2005 en 2006 prijkte de merknaam Davitamon op de truitjes. Dit was in 2003 en 2004 de cosponsor van de andere grote Belgische wielerploeg, Quick·Step. In november 2006 raakte bekend dat de ploeg in 2007 Predictor - Lotto zou heten, naar de zwangerschapstest van hoofdsponsor Omega Pharma. De Lotto-ploeg reed dat seizoen in zalmroze truitjes. 
Tijdens de jaren 2008-2009 reed de ploeg onder de naam Silence-Lotto. Van 2010 tot en met 2011 heette de ploeg Omega Pharma-Lotto. Vanaf 2012 tot en met 2014 reed de ploeg onder de naam Lotto-Belisol en van 2015 tot 2022 onder de naam Lotto-Soudal. Het team degradeerde in 2022 uit de UCI World Tour en rijdt in 2023 in de UCI ProTour.
Lotto Cycling Team rijdt met het Baskische fietsenmerk Orbea. Het team heeft ook een vrouwenteam: Lotto Cycling Team Ladies.

## Organisatie
Teammanager van de ploeg is de Belg Mario Aerts en ploegleiders zijn diens landgenoten Maxime Monfort, Nikolas Maes, Marc Wauters, Kurt Van de Wouwer.

## Grote Rondes
| Jaar | Ronde van Italië                     | Ronde van Italië                           | Ronde van Frankrijk                   | Ronde van Frankrijk                                       | Ronde van Spanje                     | Ronde van Spanje                                                 |
| Jaar | hoogste klassering                   | etappewinst                                | hoogste klassering                    | etappewinst                                               | hoogste klassering                   | etappewinst                                                      |
| ---- | ------------------------------------ | ------------------------------------------ | ------------------------------------- | --------------------------------------------------------- | ------------------------------------ | ---------------------------------------------------------------- |
| 1988 | geen deelname                        | geen deelname                              | geen deelname                         | geen deelname                                             | geen deelname                        | geen deelname                                                    |
| 1989 | geen deelname                        | geen deelname                              | geen deelname                         | geen deelname                                             | geen deelname                        | geen deelname                                                    |
| 1990 | geen deelname                        | geen deelname                              | 9e Claude Criquielion                 | 4e en 21e Johan Museeuw                                   | geen deelname                        | geen deelname                                                    |
| 1991 | geen deelname                        | geen deelname                              | 35e Johan Bruyneel                    |                                                           | geen deelname                        | geen deelname                                                    |
| 1992 | geen deelname                        | geen deelname                              | 51e Jan Nevens                        | 8e Jan Nevens 20e Peter De Clercq                         | geen deelname                        | geen deelname                                                    |
| 1993 | geen deelname                        | geen deelname                              | 83e Luc Roosen                        |                                                           | geen deelname                        | geen deelname                                                    |
| 1994 | geen deelname                        | geen deelname                              | 24e Jim Van De Laer                   |                                                           | geen deelname                        | geen deelname                                                    |
| 1995 | geen deelname                        | geen deelname                              | 71e Andrei Tchmil                     |                                                           | geen deelname                        | geen deelname                                                    |
| 1996 | geen deelname                        | geen deelname                              | 77e Andrei Tchmil                     |                                                           | geen deelname                        | geen deelname                                                    |
| 1997 | geen deelname                        | geen deelname                              | 25e Laurent Madouas                   |                                                           | geen deelname                        | geen deelname                                                    |
| 1998 | geen deelname                        | geen deelname                              | 16e Kurt Van de Wouwer                |                                                           | 34e Ludo Dierckxsens                 |                                                                  |
| 1999 | geen deelname                        | geen deelname                              | 11e Kurt Van de Wouwer                |                                                           | 31e Kurt Van de Wouwer               |                                                                  |
| 2000 | geen deelname                        | geen deelname                              | 17e Kurt Van de Wouwer                |                                                           | geen deelname                        | geen deelname                                                    |
| 2001 | 42e Christophe Brandt                | proloog Rik Verbrugghe                     | 27e Mario Aerts                       | 15e Rik Verbrugghe 17e Serge Baguet                       | geen deelname                        | geen deelname                                                    |
| 2002 | 9e Rik Verbrugghe                    | 4e en 10e Robbie McEwen 7e Rik Verbrugghe  | 35e Christophe Brandt ↑ Robbie McEwen | 3e en 20e Robbie McEwen                                   | geen deelname                        | geen deelname                                                    |
| 2003 | 53e Koos Moerenhout                  | 4e en 11e Robbie McEwen                    | 52e Christophe Brandt                 |                                                           | geen deelname                        | geen deelname                                                    |
| 2004 | 14e Christophe Brandt                | 5e Robbie McEwen                           | 21e Axel Merckx ↑ Robbie McEwen       | 2e en 9e Robbie McEwen                                    | geen deelname                        | geen deelname                                                    |
| 2005 | 11e Wim Van Huffel                   | 2e, 6e en 10e Robbie McEwen                | 6e Cadel Evans                        | 5e, 7e en 13e Robbie McEwen                               | 9e Mauricio Ardila                   |                                                                  |
| 2006 | 17e Wim Van Huffel                   | 1e, 3e en 5e Robbie McEwen                 | 4e Cadel Evans ↑ Robbie McEwen        | 2e, 4e en 6e Robbie McEwen                                | 20e Chris Horner                     |                                                                  |
| 2007 | 20e Mario Aerts                      | 2e Robbie McEwen                           | ↑ Cadel Evans                         | 1e Robbie McEwen 13e Cadel Evans                          | 4e Cadel Evans                       |                                                                  |
| 2008 | 6e Jurgen Van den Broeck             |                                            | ↑ Cadel Evans                         |                                                           | 33e Roy Sentjens ↑ Greg Van Avermaet | 9e Greg Van Avermaet                                             |
| 2009 | 17e Francis De Greef                 | 20e Philippe Gilbert                       | 13e Jurgen Van den Broeck             |                                                           | ↑ Cadel Evans                        |                                                                  |
| 2010 | 21e Francis De Greef ↑ Matthew Lloyd | 6e Matthew Lloyd                           | ↑ Jurgen Van den Broeck               |                                                           | 17e Jan Bakelants                    | 3e,19e Philippe Gilbert                                          |
| 2011 | 23e Jan Bakelants                    | 7e Bart De Clercq                          | 20e Jelle Vanendert                   | 1e Philippe Gilbert 10e André Greipel 14e Jelle Vanendert | 8e Jurgen Van den Broeck             |                                                                  |
| 2012 | 29e Francis De Greef                 | 12e Lars Bak                               | 4e Jurgen Van den Broeck              | 4e, 5e, 13e André Greipel                                 | 17e Bart De Clercq                   |                                                                  |
| 2013 | 20e Francis De Greef                 | 7e Adam Hansen                             | 38e Bart De Clercq                    | 6e André Greipel                                          | 41e Francis De Greef                 |                                                                  |
| 2014 | 14e Maxime Monfort                   |                                            | 13e Jurgen Van den Broeck             | 6e André Greipel 11e Tony Gallopin                        | 16e Maxime Monfort                   | 19e Adam Hansen                                                  |
| 2015 | 11e Maxime Monfort                   | 6e André Greipel                           | 31e Tony Gallopin                     | 2e, 5e, 15e en 21e André Greipel                          | 14e Bart De Clercq                   |                                                                  |
| 2016 | 15e Maxime Monfort                   | 5e, 7e en 12e André Greipel 6e Tim Wellens | 40e Thomas De Gendt                   | 12e Thomas De Gendt 21e André Greipel                     | 16e Maxime Monfort                   |                                                                  |
| 2017 | 13e Maxime Monfort                   | 2e André Greipel                           | 20e Tiesj Benoot                      |                                                           | 19e Sander Armée                     | 6e en 12e Tomasz Marczyński 18e Sander Armée 19e Thomas De Gendt |
| 2018 | 57e Sander Armée                     | 4e Tim Wellens                             | 65e Thomas De Gendt                   |                                                           | Thomas De Gendt 42e Maxime Monfort   | 18e Jelle Wallays                                                |
| 2019 | 51e Thomas De Gendt                  | 8e en 11e Caleb Ewan                       | 59e Tiesj Benoot                      | 8e Thomas De Gendt 11e, 16e en 21e Caleb Ewan             | 8e Carl Fredrik Hagen                |                                                                  |
| 2020 | 41e Thomas De Gendt                  |                                            | 52e Thomas De Gendt                   | 3e en 11e Caleb Ewan                                      | 24e Kobe Goossens                    | 5e en 11e Tim Wellens                                            |
| 2021 | 79e Stefano Oldani                   | 5e en 7e Caleb Ewan                        | 65e Brent Van Moer                    |                                                           | 20e Steff Cras                       |                                                                  |
| 2022 | 48e Sylvain Moniquet                 | 8e Thomas De Gendt                         | 73e Andreas Kron                      |                                                           | 80e Thomas De Gendt                  |                                                                  |
| 2023 | geen deelname                        | geen deelname                              | 59e Maxim Van Gils                    |                                                           | 32e Lennert Van Eetvelt              | 2e Andreas Kron                                                  |
| 2024 | geen deelname                        | geen deelname                              | 81e Victor Campenaerts                | 18e Victor Campenaerts                                    | 77e Jonas Gregaard                   |                                                                  |
| 2025 | geen deelname                        | geen deelname                              | 66e Jenno Berckmoes                   |                                                           |                                      |                                                                  |

1. ↑  Tour 2010 na schrapping Mensjov.